# Gamepad

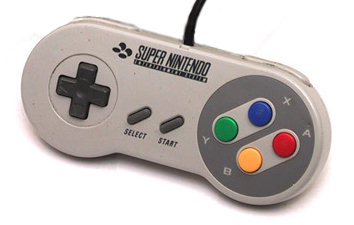
Gamepad pro konzoli SNES

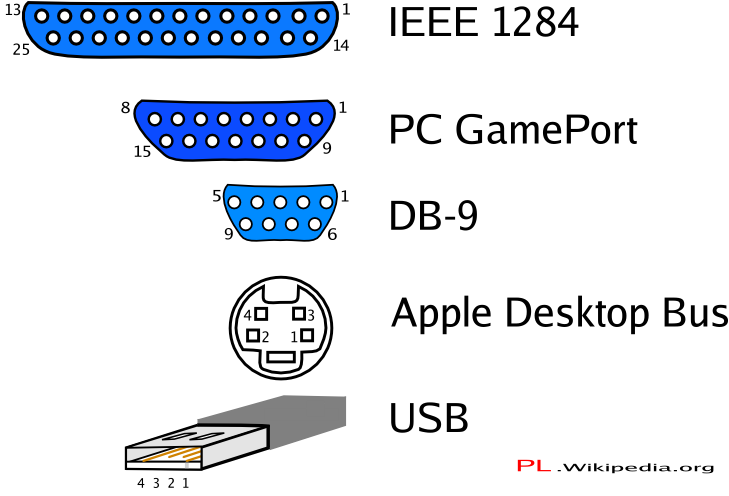
koncovky gamepadů

Gamepad (nebo také joypad, údajné rozdíly viz níže) je vstupní zařízení k ovládání počítače nebo herní konzole, používané při hraní počítačových her a videoher.

## Způsoby připojení
Dříve se používalo připojování těchto zařízení přes Gameport, IEEE 1284 nebo COM port. U konzolí pak hojně DB-9. Dnes se pro připojení používá již standardně sběrnice USB nebo bezdrátové Bluetooth. Velkou výjimku tvoří herní konzole, kde každý výrobce používá vlastní typ koncovky.

## Vlastnosti
Hlavní vlastnosti gamepadu jsou akční tlačítka na pravé straně zařízení, na levé straně je to směrový ovladač. Směrový ovladač byl vždy tradičně čtyřsměrný ovládací kříž, také nazýván jako joypad nebo případně d-pad, ale většina moderních přístrojů má dodatečně jedno nebo více analogových tlačítek.
Klasický ovladač má v dnešní době většinou doplňují ramenní tlačítka, která se nacházejí po stranách ovladače. Uprostřed jsou tlačítko „start“, „select“, tlačítko „mod“ a vnitřní motorek pro zpětné vibrace.
Gamepady jsou primárně určeny jako vstupní zařízení pro všechny současné videoherní konzole s výjimkou Nintenda Wii. Gamepady jsou též připojitelné k osobnímu počítači.

## Joypad vs. Gamepad
Oba názvy jsou hojně používané a zpravidla pro stejná zařízení. Konkrétní rozdíl je v ovládání směrů.
Na gamepadu najdeme tlačítka, případně další ovládací prvky. K ovládání směru se používá tzv. „analogové tlačítko“, které lze stisknout do čtyř, či spíše osmi směrů. U starších verzí bylo analogové tlačítko nahrazeno čtyřmi samostatnými tlačítky.
Joypad je kombinace joysticku a gamepadu. Od gamepadu zachovává ergonomii a tvar, ale pro ovládání směrů je vybaven malým joystickem. Zpravidla bývá i větší, protože páčka (Joystick) se musí držet celou dlaní, nebo vícero prsty, nikoliv jenom mačkat palcem. Tato kombinace byla převzata z herních automatů. Typický joypad se už dnes nevyrábí, ale myšlenku páčky pro ovládání směrů dodnes zachovává například Sony PlayStation nebo Xbox.
|  |  |

## Historie
Gamepad se začal objevovat nejdříve u herních konzolí, neb je určen pouze pro hry. Nintendo vydalo svůj první gamepad v roce 1983. Sega jej následovala v roce 1986. S vývojem se gamepady stávají ergonomičtější než byly první nezaoblené kvádry.
S rozvojem osobních počítačů a příchodem her na PC se začaly objevovat gamepady i zde. Nejprve jako usnadnění hraní her, ale postupem času nezbytné příslušenství, bez kterého některé hry vůbec nešly ovládat, např. NHL 2006 nebo FIFA 2014.

## Varianty
- s kabelem pro připojení
- bezdrátový
- vibrační